# Bin Dzsavád-i csata
A Bin Dzsávád-i csata Líbia vezetőjéhez, Moammer Kadhafihoz hű és az ellene felkelők között zajlott le Bin Dzsávád ellenőrzéséért.

## A csata
2011. március 5-én a Rasz Lamúf-i csata után a felkelők a Földközi-tenger partján előre nyomultak, és elfoglalták Bin Dzsávádot. Éjszakára letelepedtek a városkában, és úgy tervezték, hogy reggel folytatják az útjukat Szírt felé. During the evening, the opposition forces pulled back to Ra's Lanuf so they could prepare to continue their push to the west.
Március 6-án reggel a felkelők ismét mozgásba lendültek, és már el is hagyták Bin Dzsávádot, mikor észrevették, hogy a kormányhoz hű erők előző éjszaka beférkőztek a városba, és elfoglalták a házakat valamint a tetőket, hogy így szorítsák ki a felkelőket. A kormány katonái automata fegyverekből és rakétavetőkből lőtték a felkelőket. Ők hamarosan visszavonultak Rasz Lanúf irányába. A káoszban 50 lázadót elhagytak, akiket Bin Dzsávádban egy mecsetbe zártak. 20 jármű visszament értük, de légitámadást indítottak ellenük, és az egyiket megsemmisítették. A konvoj nagy része erre azonnal visszafordult. Kadhafi seregei visszafoglalták Bin Dzsávádot.
Mikor a felkelőket kiszorították Bin Dzsávádtól keletre, helikopterből és repülőgépekből indítottak ellenük támadást. Amint át tudták csoportosítani az erőiket, a felkelők Rasz Lamúfből rakétakilövőket hoztak, és elkezdték lőni Bin Dzsávádot. Erre a vezetéshez hű sereg is felállította a nehéztüzérségét, és folytatódott a tüzérségek összecsapása. A felkelők új frontvonala a várostól három kilométerre keletre húzódott.
Ezalatt a hadsereg egyik helikopterét lelőtték, ami ezután a tengerbe zuhant.
Közben Easz Lamúfban a felkelők a légi bázist bombázták. Legalább 2 ember meghalt, és 40 megsebesült.
Március 7-én reggel a BBC jelentései szerint a várost teljesen a kormány csapatai irányították, akik Rasz Lamúf felé vették az útjukat.
Március 9-én a felkelők ismét megkísérelték elfoglalni Bin Dzsávád területét. Miután 50 rakétát kilőttek, és valamelyest előre nyomultak, tüzérségi és légi forrásokból rájuk támadtak. Emiatt Rasz Lamúfig kellett hátrálniuk. A felkelők szerint a március 6-i összetűzésben 50–60 társuk meghalt, és 700 bajtársuk eltűnt.

## Következmények
A Bin Dzsávád-i csata a felkelők első előrenyomulásának a végét jelentette. Ezzel egy ideig megakadt a felkelők nyugat felé történő előretörése. Megnyílt az út a kormány csapatainak ellentámadása előtt, ami egészen Bengázi kapujáig szabad utat engedett a hatalom katonáinak. Itt érte őket utol az ENSZ intervenciója.
Március 27-én visszatértek a felkelők, és ismét megpróbálták elfoglalni a várost. Ehhez szükségük volt a koalíció légi támogatására is. However, on 29 March, they retreated once again under heavy artillery fire from loyalist forces.